# 繪架座TX
繪架座TX，又名CD-47 1940，HD 37434、SAO 217422、HR 1927，是繪架座的一颗恒星，视星等为6.11，位于銀經253.76，銀緯-32.01，其B1900.0坐标为赤經5h 33m 19.7s，赤緯-47° -32.01′ 30″。